# Ekstranet
Ekstranet je nadzorovano zasebno omrežje, ki omogoča povezavo s partnerji, prodajalci in dobavitelji oziroma s pooblaščenimi strankami. Običajno gre izbrane podatke, ki so dostopni preko intraneta določene organizacije. Ekstranet je podoben DMZ (demilitarizirano območje), ker omogoča pooblaščenim strankam dostop do potrebnih storitev, ne da bi dostopale tudi do celotnega notranjega omrežja (intranet) organizacije. Ekstraneta je zasebno omrežje organizacije. 